# Хмелевицкий сельсовет
 Хмелевицкий сельсовет — административно-территориальная единица в составе городского округа города Шахуньи Нижегородской области России. До 2011 года составлял сельское поселение в рамках Шахунского района.
Административный центр — село Хмелевицы .

## История
Законом Нижегородской области от 28 августа 2009 года № 149-З Большемузянский, Большесвечанский, Верховский и Хмелевицкий сельсоветы преобразованы в Хмелевицкий сельсовет.
Законом Нижегородской области от 1 ноября 2011 года № 153-З все муниципальные образования Шахунского района, включая Хмелевицкий сельсовет, объединены в муниципальное образование городской округ город Шахунья Нижегородской области.

## Населённые пункты
Сельское поселение включало 42 населённых пункта.
| №  | Населённый пункт | Тип населённого пункта       | Население |
| -- | ---------------- | ---------------------------- | --------- |
| 1  | Берестянка       | деревня                      | →10       |
| 2  | Большая Музя     | деревня                      | ↘284      |
| 3  | Большая Свеча    | деревня                      | ↘443      |
| 4  | Большие Ломы     | деревня                      | ▬0        |
| 5  | Большое Матвеево | деревня                      | ↘0        |
| 6  | Большое Павлово  | деревня                      | ▬2        |
| 7  | Вахтана          | деревня                      | ▬0        |
| 8  | Вахтан-Рачки     | деревня                      | ▬2        |
| 9  | Верховская       | деревня                      | ↘12       |
| 10 | Верховское       | село                         | ↘395      |
| 11 | Ивановское       | деревня                      | ↘1        |
| 12 | Извал            | село                         | ↘18       |
| 13 | Каменник         | деревня                      | ↘87       |
| 14 | Колпаки          | деревня                      | ↘12       |
| 15 | Красносельское   | деревня                      | ↗3        |
| 16 | Курочкино        | деревня                      | ↘4        |
| 17 | Лазарево         | деревня                      | ↘2        |
| 18 | Левашово         | деревня                      | ↘0        |
| 19 | Лопатино         | деревня                      | ▬0        |
| 20 | Лубяна           | деревня                      | ↘20       |
| 21 | Малая Музя       | деревня                      | ↘6        |
| 22 | Малиновка        | деревня                      | ↘262      |
| 23 | Малое Павлово    | деревня                      | ▬0        |
| 24 | Малое Петрово    | деревня                      | ↘31       |
| 25 | Малое Шорино     | деревня                      | ↘16       |
| 26 | Малый Извал      | деревня                      | ▬0        |
| 27 | Мураиха          | деревня                      | ↘33       |
| 28 | Нагорное         | деревня                      | ▬0        |
| 29 | Назарово         | деревня                      | ↘1        |
| 30 | Новая Речка      | деревня                      | ↘1        |
| 31 | Половинная       | деревня                      | ↘28       |
| 32 | Половинный Овраг | деревня                      | ↘0        |
| 33 | Пронос           | деревня                      | ↘0        |
| 34 | Рябково          | деревня                      | ▬0        |
| 35 | Сальма           | деревня                      | ↘18       |
| 36 | Северный         | посёлок                      | ↘52       |
| 37 | Скородумово      | деревня                      | ↘5        |
| 38 | Сокол            | деревня                      | ▬0        |
| 39 | Соловьево        | деревня                      | ▬2        |
| 40 | Тумбалиха        | деревня                      | ↘17       |
| 41 | Уткино           | деревня                      | ↘0        |
| 42 | Хмелевицы        | село, административный центр | ↘1161     |